# 汪集镇
汪集乡，是中华人民共和国甘肃省临夏回族自治州东乡族自治县下辖的一个乡镇级行政单位。

## 行政区划
汪集乡下辖以下地区：
咀头村、高家村、包家村、池沟村、马家村、盐沟村、沙黑池村、对坡村、瓦子岭村和何家村。